# Чемпионат России по лёгкой атлетике 2021
Чемпионат России по лёгкой атлетике 2021 года прошёл 23—27 июня в Чебоксарах на Центральном стадионе «Олимпийский». В соревнованиях участвовали 693 спортсмена из 71 региона страны. На протяжении пяти дней были разыграны 42 комплекта медалей.
Впервые с 2015 года чемпионат России являлся одним из этапов отбора в сборную страны на главный старт сезона — Олимпийские игры в Токио. Отстранение сборной России от международных соревнований из-за допингового скандала по-прежнему было в силе, российские легкоатлеты по-прежнему могли выступать за рубежом в нейтральном статусе, однако в 2020 году World Athletics ограничила олимпийскую заявку сборной ОКР 10 участниками. Для определения столь ограниченного состава Всероссийская федерация лёгкой атлетики разработала несколько критериев отбора, одним из которых было участие в национальном чемпионате.
Чемпион мира 2015 года в беге на 110 метров с барьерами Сергей Шубенков лишь за 2 дня до старта турнира был оправдан по делу о возможном нарушении антидопинговых правил. Дисциплинарный Трибунал Athletics Integrity Unit признал, что в положительной допинг-пробе на ацетазоламид от 15 декабря 2020 года нет вины спортсмена. Избежав дисквалификации, Шубенков уверенно выиграл барьерный спринт на летнем чемпионате страны в четвёртый раз в карьере.
Победный дубль на дистанциях 5000 и 10 000 метров сделал Владимир Никитин. Борьбу в обоих забегах ему смог навязать только 36-летний Анатолий Рыбаков, завоевавший две серебряные медали. Несмотря на жару, бегуны установили новые личные рекорды. 5000 метров Никитин преодолел за 13.17,03 — четвёртый результат в истории страны, всего на 5 секунд хуже рекорда России (13.11,99). 10 000 метров — 27.55,95, четвёртый результат в истории страны, на 2 с половиной секунды хуже рекорда России (27.53,12). Анатолий Рыбаков показал 13.21,90 (7-е место в списке сильнейших бегунов в истории России на 5000 метров) и 27.56,66 (6-е место в списке сильнейших на 10 000 метров) соответственно.
Две самые длинные дистанции у женщин также выиграла одна легкоатлетка — Светлана Аплачкина. Более того, она добавила к двум победам второе место в беге на 1500 метров.
Основные претенденты на поездку на Олимпийские игры подтвердили свой класс, выиграв свои дисциплины или попав в призовую тройку. Наиболее драматично ситуация с отбором в Токио сложилась у Тимура Моргунова. Он стал сильнейшим в прыжке с шестом с результатом 5,80 м (4-е место в мировом рейтинге), но не имел нейтрального статуса. World Athletics опубликовала очередной список с допусками российских легкоатлетов (финальный перед Играми) во время попыток Моргунова на высоте 5,93 м. Его фамилии в перечне не оказалось.
Без нейтрального статуса остались также две спортсменки, показавшие в Чебоксарах высокие результаты и занимавшие по итогам чемпионата 7-е места в мировом топ-листе. Это Екатерина Конева в тройном прыжке (14,69 м) и Екатерина Ивонина в беге на 3000 метров с препятствиями (9.13,76).
Впервые в истории национального первенства дистанции 800 и 1500 метров у мужчин выиграл один человек. Двукратным чемпионом стал Константин Холмогоров.
21-летняя Полина Миллер в третий раз в карьере завоевала золото чемпионата России в беге на 400 метров. По ходу соревнований ей удалось дважды пробежать быстрее 51 секунды: 50,87 в полуфинале (личный рекорд) и 50,98 в финале.
Александр Лесной в пятый раз подряд выиграл чемпионский титул в толкании ядра, Алексей Худяков продолжил аналогичную серию в метании диска. Дмитрий Тарабин в седьмой раз за последние 9 лет стал сильнейшим в метании копья, при этом ни разу за этот период не опустился ниже второго места. Несмотря на проблемы с системой определения фальстарта, шестую победу на чемпионатах России в беге на 100 метров одержала Кристина Макаренко.
Впервые на взрослом уровне заявили о себе молодые легкоатлеты. Фёдор Иванов выиграл 400 метров с барьерами с личным рекордом 49,67 и в возрасте 19 лет 37 дней стал самым молодым победителем в индивидуальной дисциплине в истории чемпионатов России. В отсутствие 3-кратной чемпионки мира Марии Ласицкене в прыжке в высоту первенствовала 19-летняя Мария Кочанова, улучшившая личный рекорд до 1,94 м.
На протяжении 2021 года в различных городах были проведены чемпионаты России в отдельных дисциплинах лёгкой атлетики:
- 20 марта — чемпионат России по горному бегу (вверх) (Железноводск)
- 3 апреля — чемпионат России по марафону (Сочи)
- 24 апреля — чемпионат России по кроссу (весна) (Суздаль)
- 15—16 мая — чемпионат России по бегу на 24 часа (Москва)
- 22 мая — чемпионат России по горному бегу (вверх-вниз) (Куяр)
- 29—30 мая — чемпионат России по спортивной ходьбе (Чебоксары)
- 5 июня — чемпионат России по бегу на 100 км (Вороновское)
- 28 августа — чемпионат России по трейлу (Златоуст)
- 4—7 сентября — чемпионат России по эстафетному бегу (Адлер)
- 5 сентября — чемпионат России по полумарафону (Ярославль)
- 9—10 октября — чемпионат России по кроссу (осень) (Оренбург)
- 24 октября — чемпионат России по горному бегу (длинная дистанция) (Красная Поляна)

## Призёры

### Мужчины
| Дисциплина                          | Золото                                                                                  | Золото             | Серебро                                                                                | Серебро            | Бронза                                                                               | Бронза             |
| ----------------------------------- | --------------------------------------------------------------------------------------- | ------------------ | -------------------------------------------------------------------------------------- | ------------------ | ------------------------------------------------------------------------------------ | ------------------ |
| 100 м (ветер: 0,0 м/с)              | Игорь Образцов Ульяновская область                                                      | 10,27              | Владислав Доронин Воронежская область                                                  | 10,38              | Ярослав Ткалич Москва                                                                | 10,38              |
| 200 м (ветер: +0,3 м/с)             | Андрей Лукин Московская область Карелия                                                 | 20,78              | Владислав Доронин Воронежская область                                                  | 20,81              | Ильфат Садеев Ульяновская область                                                    | 21,05              |
| 400 м                               | Максим Федяев Московская область Курская область                                        | 45,73              | Савелий Савлуков Краснодарский край Алтайский край                                     | 46,07              | Кирилл Лямин Курская область                                                         | 46,47              |
| 800 м                               | Константин Холмогоров Москва Пермский край                                              | 1.45,94            | Николай Вербицкий Московская область Бурятия                                           | 1.47,18            | Константин Толоконников Московская область Ростовская область                        | 1.47,45            |
| 1500 м                              | Константин Холмогоров Москва Пермский край                                              | 3.39,59            | Владислав Подзвёздов Краснодарский край Адыгея                                         | 3.39,78            | Евгений Кунц Москва Алтайский край                                                   | 3.41,34            |
| 5000 м                              | Владимир Никитин Москва Пермский край                                                   | 13.17,03           | Анатолий Рыбаков Кемеровская область                                                   | 13.21,90           | Евгений Кунц Москва Алтайский край                                                   | 13.33,94           |
| 10 000 м                            | Владимир Никитин Москва Пермский край                                                   | 27.55,95           | Анатолий Рыбаков Кемеровская область                                                   | 27.56,66           | Ринас Ахмадеев Татарстан                                                             | 28.39,49           |
| 3000 м с препятствиями              | Константин Плохотников Краснодарский край Хакасия                                       | 8.21,04            | Максим Якушев Свердловская область                                                     | 8.26,51            | Юрий Клопцов Москва                                                                  | 8.33,14            |
| 110 м с барьерами (ветер: −0,2 м/с) | Сергей Шубенков Краснодарский край Алтайский край                                       | 13,37              | Константин Шабанов Москва Псковская область                                            | 13,90              | Филипп Шабанов Москва Псковская область                                              | 13,96              |
| 400 м с барьерами                   | Фёдор Иванов Москва                                                                     | 49,67              | Вадим Кукалев Тюменская область                                                        | 49,92              | Владимир Лысенко Московская область Курская область                                  | 50,53              |
| Прыжок в высоту                     | Михаил Акименко Москва Кабардино-Балкария                                               | 2,33 м             | Илья Иванюк Брянская область Смоленская область                                        | 2,31 м             | Даниил Цыплаков Краснодарский край Хабаровский край                                  | 2,28 м             |
| Прыжок в высоту                     | Михаил Акименко Москва Кабардино-Балкария                                               | 2,33 м             | Илья Иванюк Брянская область Смоленская область                                        | 2,31 м             | Никита Анищенков Москва Челябинская область                                          | 2,28 м             |
| Прыжок с шестом                     | Тимур Моргунов Челябинская область Московская область                                   | 5,80 м             | Михаил Шмыков Иркутская область                                                        | 5,55 м             | Виктор Пинтусов Москва                                                               | 5,55 м             |
| Прыжок в длину                      | Данил Чечела Московская область Красноярский край                                       | 8,11 м (+0,1 м/с)  | Артём Примак Краснодарский край Хабаровский край                                       | 8,01 м (−0,2 м/с)  | Фёдор Кисельков Московская область Приморский край                                   | 7,91 м (+0,1 м/с)  |
| Тройной прыжок                      | Алексей Фёдоров Московская область Смоленская область                                   | 16,61 м (+0,1 м/с) | Александр Юрченко Московская область Самарская область                                 | 16,41 м (+0,2 м/с) | Кирилл Коваленко Краснодарский край                                                  | 16,26 м (+0,1 м/с) |
| Толкание ядра                       | Александр Лесной Краснодарский край Пермский край                                       | 21,03 м            | Константин Лядусов Москва Ростовская область                                           | 20,25 м            | Максим Афонин Москва Московская область                                              | 20,22 м            |
| Метание диска                       | Алексей Худяков Москва Нижегородская область                                            | 63,59 м            | Александр Добренький Московская область Кабардино-Балкария                             | 61,03 м            | Алексей Сысоев Москва                                                                | 59,31 м            |
| Метание молота                      | Андрей Романов Московская область                                                       | 75,25 м            | Валерий Пронкин Москва Нижегородская область                                           | 74,72 м            | Илья Терентьев Краснодарский край                                                    | 73,17 м            |
| Метание копья                       | Дмитрий Тарабин Краснодарский край Московская область                                   | 80,81 м            | Борис Бездольный Краснодарский край                                                    | 80,70 м            | Николай Орлов Московская область Кабардино-Балкария                                  | 78,91 м            |
| Десятиборье                         | Илья Шкуренёв Волгоградская область Московская область                                  | 8300 очков         | Сергей Тимшин Москва Липецкая область                                                  | 7719 очков         | Артём Лукьяненко Москва Ростовская область                                           | 7576 очков         |
| Эстафета 4×100 м                    | Ульяновская область · Игорь Образцов · Артём Федотов · Андрей Галацков · Ильфат Садеев  | 40,52              | Краснодарский край · Дмитрий Хомутов · Данила Тен · Руслан Перестюк · Дмитрий Тимков   | 40,66              | Московская область · Денис Занкин · Егор Филиппов · Леонид Карасёв · Андрей Лукин    | 40,80              |
| Эстафета 4×400 м                    | Санкт-Петербург · Андрей Кухаренко · Максим Рафилович · Кирилл Колесов · Михаил Филатов | 3.04,95            | Московская область · Егор Филиппов · Владимир Лысенко · Леонид Карасёв · Максим Федяев | 3.05,99            | Ульяновская область · Андрей Галацков · Олег Никитин · Никита Егоров · Артём Федотов | 3.06,17            |

### Женщины
| Дисциплина                         | Золото                                                                                        | Золото             | Серебро                                                                                            | Серебро            | Бронза                                                                                            | Бронза             |
| ---------------------------------- | --------------------------------------------------------------------------------------------- | ------------------ | -------------------------------------------------------------------------------------------------- | ------------------ | ------------------------------------------------------------------------------------------------- | ------------------ |
| 100 м (ветер: +0,1 м/с)            | Кристина Макаренко Москва Красноярский край                                                   | 11,35              | Марина Максимова Нижегородская область                                                             | 11,59              | Кристина Хорошева Пензенская область Тульская область                                             | 11,67              |
| 200 м (ветер: +1,0 м/с)            | Вера Филатова Санкт-Петербург Брянская область                                                | 23,40              | Анастасия Романова Санкт-Петербург                                                                 | 23,42              | Кристина Хорошева Пензенская область Тульская область                                             | 23,44              |
| 400 м                              | Полина Миллер Краснодарский край Алтайский край                                               | 50,98              | Антонина Кривошапка Волгоградская область                                                          | 51,32              | Алёна Мамина Московская область Свердловская область                                              | 52,52              |
| 800 м                              | Александра Гуляева Москва Ивановская область                                                  | 1.59,96            | Ольга Родиошкина Иркутская область                                                                 | 2.00,15            | Светлана Улога Татарстан                                                                          | 2.00,66            |
| 1500 м                             | Елена Коробкина Москва Липецкая область                                                       | 4.04,54            | Светлана Аплачкина Воронежская область                                                             | 4.10,05            | Дина Александрова Курская область                                                                 | 4.11,04            |
| 5000 м                             | Светлана Аплачкина Воронежская область                                                        | 15.56,77           | Екатерина Ишова Московская область Чувашия                                                         | 15.58,00           | Любовь Павленко Санкт-Петербург Тамбовская область                                                | 15.58,20           |
| 10 000 м                           | Светлана Аплачкина Воронежская область                                                        | 32.43,20           | Анна Викулова Новосибирская область                                                                | 32.47,89           | Людмила Лебедева Москва Марий Эл                                                                  | 33.17,88           |
| 3000 м с препятствиями             | Екатерина Ивонина Московская область Пермский край                                            | 9.13,76            | Наталья Аристархова Красноярский край                                                              | 9.23,94            | Ольга Вовк Ростовская область                                                                     | 9.25,65            |
| 100 м с барьерами (ветер: 0,0 м/с) | Ксения Лабыгина Удмуртия                                                                      | 13,07              | Елена Тимакова Московская область                                                                  | 13,58              | Анна Ватропина Татарстан                                                                          | 13,59              |
| 400 м с барьерами                  | Ирина Баулина Воронежская область                                                             | 57,07              | Ксения Коротченко Московская область                                                               | 57,73              | Ирина Колесниченко Москва Московская область                                                      | 58,59              |
| Прыжок в высоту                    | Мария Кочанова Санкт-Петербург                                                                | 1,94 м             | Кристина Королёва Липецкая область Кемеровская область                                             | 1,88 м             | не вручалась                                                                                      |                    |
| Прыжок в высоту                    | Мария Кочанова Санкт-Петербург                                                                | 1,94 м             | Анна Чичерова Москва Ростовская область                                                            | 1,88 м             | не вручалась                                                                                      |                    |
| Прыжок с шестом                    | Анжелика Сидорова Москва Чувашия                                                              | 4,75 м             | Полина Кнороз Москва                                                                               | 4,65 м             | Ирина Иванова Омская область                                                                      | 4,55 м             |
| Прыжок в длину                     | Полина Лукьяненкова Краснодарский край                                                        | 6,61 м (+0,8 м/с)  | Елена Соколова Москва Белгородская область                                                         | 6,60 м (+0,6 м/с)  | Екатерина Левицкая Краснодарский край                                                             | 6,53 м (+0,9 м/с)  |
| Тройной прыжок                     | Екатерина Конева Краснодарский край Хабаровский край                                          | 14,69 м (+2,1 м/с) | Дарья Нидбайкина Москва Брянская область                                                           | 14,30 м (+1,7 м/с) | Наталья Евдокимова Москва                                                                         | 13,95 м (+0,8 м/с) |
| Толкание ядра                      | Алёна Гордеева Москва Тверская область                                                        | 17,66 м            | Снежана Трофимец Москва                                                                            | 17,04 м            | Анна Авдеева Самарская область                                                                    | 17,00 м            |
| Метание диска                      | Юлия Мальцева Москва                                                                          | 59,18 м            | Наталья Карпова Санкт-Петербург Омская область                                                     | 57,13 м            | Надежда Деркач Нижегородская область                                                              | 56,59 м            |
| Метание молота                     | Софья Палкина Московская область Самарская область                                            | 70,41 м            | Елизавета Царёва Московская область Ростовская область                                             | 69,51 м            | Анастасия Шкуратова Московская область                                                            | 61,19 м            |
| Метание копья                      | Вера Маркарян Москва Крым                                                                     | 58,34 м            | Элла Веденеева Санкт-Петербург                                                                     | 57,69 м            | Мария Курбатова Санкт-Петербург Ростовская область                                                | 53,54 м            |
| Семиборье                          | Виктория Васейкина Брянская область                                                           | 6207 очков         | Александра Бутвина Ростовская область Санкт-Петербург                                              | 6039 очков         | Елена Ермолина Краснодарский край Адыгея                                                          | 5481 очко          |
| Эстафета 4×100 м                   | Санкт-Петербург · Анастасия Григорьева · Вера Филатова · Алиса Иванова · Анастасия Романова   | 45,11              | Пензенская область · Ангелина Стародубова · Кристина Хорошева · Валерия Муромская · Елена Андреева | 46,05              | Краснодарский край · Екатерина Левицкая · Виктория Зелих · Анастасия Малышева · Наталья Погребняк | 46,34              |
| Эстафета 4×400 м                   | Московская область · Вероника Архипова · Юлия Спиридонова · Екатерина Алтухова · Алёна Мамина | 3.32,83            | Москва · Светлана Кузнецова · Анна Попова · Екатерина Вахрушева · Екатерина Реньжина               | 3.35,35            | Иркутская область · Екатерина Иванова · Ольга Родиошкина · Кристина Вершинина · Ирина Гущенец     | 3.35,77            |

1. 1 2 3 4  Результат Екатерины Строковой (62,82 м, 1 место) в метании диска был аннулирован в связи с нарушением антидопинговых правил (по результатам анализа данных Московской антидопинговой лаборатории)[10]

## Чемпионат России по горному бегу (вверх)
XXI чемпионат России по горному бегу (вверх) состоялся 20 марта 2021 года в Железноводске (Ставропольский край). Участники выявляли сильнейших на трассе, проложенной на склоне горы Бештау. На старт вышли 67 участников (46 мужчин и 21 женщина) из 23 регионов страны. Чемпионат был вновь проведён спустя 2 года (в 2020 году не состоялся из-за пандемии COVID-19).
В день старта дистанция была сокращена на 600 метров (с 7 км до 6,4 км) из-за обледенения на вершине Бештау. Чемпионами страны стали многолетние лидеры российского горного бега. Андрей Сафронов в 8 раз в карьере выиграл чемпионат в Железноводске (на трассе «вверх»). При этом первую победу он одержал ещё в 2005 году в 19-летнем возрасте. В женском забеге всех опередила Надежда Лещинская. Для неё данный титул чемпионки России стал третьим на дистанции «вверх» и девятым во всех дисциплинах горного бега (также на её счету 2 победы на трассе «вверх-вниз» и 4 на длинной дистанции).

### Мужчины
| Дисциплина                          | Золото                       | Золото | Серебро                      | Серебро | Бронза                          | Бронза |
| ----------------------------------- | ---------------------------- | ------ | ---------------------------- | ------- | ------------------------------- | ------ |
| 6,4 км перепад высот: +654 м −102 м | Андрей Сафронов Башкортостан | 34.06  | Максим Тимофеев Башкортостан | 34.30   | Антон Тингаев Самарская область | 35.17  |

### Женщины
| Дисциплина                          | Золото                              | Золото | Серебро                                  | Серебро | Бронза                               | Бронза |
| ----------------------------------- | ----------------------------------- | ------ | ---------------------------------------- | ------- | ------------------------------------ | ------ |
| 6,4 км перепад высот: +654 м −102 м | Надежда Лещинская Самарская область | 41.24  | Любовь Новгородцева Свердловская область | 42.48   | Светлана Немынова Забайкальский край | 42.51  |

## Чемпионат России по марафону
Чемпионат России по марафону 2021 года состоялся 3 апреля в Сочи. Соревнования проходили на гоночной трассе «Сочи Автодром». На старт вышли 78 бегунов (52 мужчины и 26 женщин) из 37 регионов России. Спортсмены преодолевали 7 кругов по 5612,96 м и финишную петлю длиной 2900,19 м.
С момента предыдущего чемпионата прошло всего 4 месяца. К новому забегу в Сочи победители 2020 года оказались готовы по-разному. Если у женщин на старт вышли все 3 призёра, то у мужчин из-за травм не смогли выступить действующий чемпион Юрий Чечун и серебряный призёр Фёдор Шутов. Обладатель бронзы Николай Волков сошёл на середине дистанции.
В женском забеге компанию Сардане Трофимовой составила Марина Ковалёва. Спортсменки бежали вместе около 35 км, но на заключительном круге Трофимова смогла оторваться и обеспечить себе пятый титул чемпионки России в марафоне (четвёртый подряд). Вместе с Ковалёвой они смогли выполнить олимпийский норматив (2:29.30), а ставшей третьей Алине Прокопьевой не хватило до него всего 8 секунд. Быстрые результаты показали и остальные участницы. Так, впервые в истории чемпионата России сразу 4 бегуньи пробежали марафон быстрее 2 часов 30 минут.
Мужчины также нацеливались на выполнение олимпийского норматива (2:11.30). При содействии Дмитрия Неделина, который выполнял роль пейсмейкера, нужный темп пытались поддерживать Степан Киселёв, Николай Чавкин, Андрей Лейман и Искандер Ядгаров. На середине дистанции первым из погони за результатом выбыл Ядгаров, страдавший от последствий травмы спины, — он финишировал лишь 7-м (2:16.33). После 28-го км в одиночный отрыв пошёл Киселёв. В отдельные моменты его преимущество над Лейманом, бежавшим вторым, доходило до 20 секунд. Однако к началу финишной 2-километровой петли оно было сведено к нулю. Догнав лидера, Лейман не встретил сопротивления и убежал к своей первой победе на чемпионате страны по марафону с личным рекордом 2:12.53. До олимпийского норматива ему не хватило чуть менее полутора минут. Степан Киселёв на последних 2 км проиграл чемпиону 39 секунд, но всё же смог сохранить второе место.

### Мужчины
| Дисциплина | Золото                           | Золото  | Серебро                  | Серебро | Бронза                | Бронза  |
| ---------- | -------------------------------- | ------- | ------------------------ | ------- | --------------------- | ------- |
| Марафон    | Андрей Лейман Краснодарский край | 2:12.53 | Степан Киселёв Татарстан | 2:13.32 | Николай Чавкин Москва | 2:14.00 |

### Женщины
| Дисциплина | Золото                        | Золото  | Серебро                        | Серебро | Бронза                                      | Бронза  |
| ---------- | ----------------------------- | ------- | ------------------------------ | ------- | ------------------------------------------- | ------- |
| Марафон    | Сардана Трофимова Саха−Якутия | 2:28.28 | Марина Ковалёва Омская область | 2:28.52 | Алина Прокопьева Московская область Чувашия | 2:29.38 |

## Чемпионат России по кроссу (весна)
Весенний чемпионат России по кроссу 2021 года состоялся 24 апреля в городе Суздаль (Владимирская область). В четырёх забегах приняли участие 56 бегунов (34 мужчины и 22 женщины) из 33 регионов России. Трасса длиной 1 км была проложена на территории гостиничного комплекса «Суздаль». Соревнования сопровождались дождём и сильным ветром. Людмила Лебедева вышла на старт спустя 3 недели после чемпионата России по марафону, где заняла 5 место с личным рекордом 2:30.03, и завоевала бронзу на дистанции 5 км — свою 11 медаль чемпионатов страны по кроссу. Для серебряного призёра Натальи Колосковой этот пьедестал стал седьмым на кроссовых первенствах.

### Мужчины
| Дисциплина | Золото                       | Золото | Серебро                              | Серебро | Бронза                         | Бронза |
| ---------- | ---------------------------- | ------ | ------------------------------------ | ------- | ------------------------------ | ------ |
| Кросс 3 км | Николай Горин Москва         | 8.53   | Виктор Бахарев Новосибирская область | 8.57    | Роман Троценко Бурятия         | 9.03   |
| Кросс 8 км | Эдуард Батыршин Башкортостан | 25.19  | Юрий Клопцов Москва                  | 25.30   | Дмитрий Сойкка Санкт-Петербург | 25.35  |

### Женщины
| Дисциплина | Золото                                           | Золото | Серебро                                  | Серебро | Бронза                           | Бронза |
| ---------- | ------------------------------------------------ | ------ | ---------------------------------------- | ------- | -------------------------------- | ------ |
| Кросс 3 км | Наталья Аристархова Красноярский край            | 9.59   | Анна Ильина Чувашия                      | 10.14   | Анна Купаева Мурманская область  | 10.24  |
| Кросс 5 км | Анна Петрова Санкт-Петербург Вологодская область | 17.18  | Наталья Колоскова Москва Приморский край | 17.22   | Людмила Лебедева Москва Марий Эл | 17.30  |

1. 1 2 3  Результат Светланы Карамашевой в кроссе на 3 км (10.04, 2 место) был аннулирован в связи с нарушением антидопинговых правил (положительная допинг-проба на ЭПО)[17]

## Чемпионат России по бегу на 24 часа
Чемпионат России по бегу на 24 часа прошёл 15—16 мая 2021 года на стадионе «Искра» в Москве в рамках XXX сверхмарафона «Сутки бегом». На старт вышли 70 легкоатлетов из 33 регионов России (57 мужчин и 13 женщин). Чемпионат был вновь проведён спустя 2 года (в 2020 году не состоялся из-за пандемии COVID-19). Большая часть соревнований прошла при комфортной погоде (+15-16 градусов).
Женский забег ознаменовался новым рекордом России, автором которого стала 27-летняя Александра Овсянникова из Челябинска. Она стала первой женщиной в стране, преодолевшей за сутки более 250 км — 252 511 м. Овсянникова впервые вышла в лидеры на 11 часу бега, после чего только наращивала свой отрыв. Высокими результатами отметились и другие участницы. Впервые в истории чемпионатов России четыре женщины показали результат выше 230 км. Надежда Гоголева остановилась на отметке 245 539 м (четвёртое место в списке сильнейших в истории России), Ирина Масанова — 238 620 м, а трёхкратный призёр национальных чемпионатов Надежда Шиханова — 230 409 м.
В мужском зачёте жертвами быстрого темпа стали Артём Сыстеров и действующий чемпион Валерий Должиков. Со старта они значительно оторвались от остальных участников и после 12 часов показывали высокие результаты, 152 800 м и 147 200 м соответственно. Оба бегуна не выдержали заданной ими скорости. Должиков сошёл с дистанции после 16 часов (итоговый результат — 186 800 м, 30 место). Сыстеров продержался чуть дольше, закончив бег на 19 часу (219 200 м, 16 место). Таким образом, будущий чемпион Василий Корыткин впервые вышел в лидеры только за 4 часа до финиша, после чего успешно сохранил за собой первенство. Победный результат 260 570 м стал новым рекордом пробега «Сутки бегом». Вторым по пройденному расстоянию стал Сергей Ткаченко (257 253 м), но он не был заявлен в зачёте чемпионата России и поэтому не поднялся на пьедестал национального первенства.

### Мужчины
| Дисциплина | Золото                               | Золото    | Серебро                             | Серебро   | Бронза                          | Бронза    |
| ---------- | ------------------------------------ | --------- | ----------------------------------- | --------- | ------------------------------- | --------- |
| 24 часа    | Василий Корыткин Кемеровская область | 260 570 м | Константин Аничкин Амурская область | 256 661 м | Олег Чернов Вологодская область | 255 182 м |

### Женщины
| Дисциплина | Золото                                     | Золото    | Серебро                      | Серебро   | Бронза                               | Бронза    |
| ---------- | ------------------------------------------ | --------- | ---------------------------- | --------- | ------------------------------------ | --------- |
| 24 часа    | Александра Овсянникова Челябинская область | 252 511 м | Надежда Гоголева Саха−Якутия | 245 539 м | Ирина Масанова Нижегородская область | 238 620 м |

## Чемпионат России по горному бегу (вверх-вниз)
XXIII чемпионат России по горному бегу (вверх-вниз) состоялся 22 мая 2021 года в посёлке Куяр (Республика Марий Эл). На старт вышли 58 участников (36 мужчин и 22 женщины) из 21 региона России.

### Мужчины
| Дисциплина                         | Золото                 | Золото | Серебро                         | Серебро | Бронза                    | Бронза |
| ---------------------------------- | ---------------------- | ------ | ------------------------------- | ------- | ------------------------- | ------ |
| 12 км перепад высот: +750 м −750 м | Денис Чертыков Хакасия | 48.13  | Антон Тингаев Самарская область | 48.33   | Геннадий Егоров Татарстан | 48.40  |

### Женщины
| Дисциплина                        | Золото                 | Золото | Серебро                                | Серебро | Бронза              | Бронза |
| --------------------------------- | ---------------------- | ------ | -------------------------------------- | ------- | ------------------- | ------ |
| 8 км перепад высот: +500 м −500 м | Ксения Махнёва Чувашия | 37.28  | Любовь Добровольская Самарская область | 37.37   | Ася Ванеева Чувашия | 38.11  |

## Чемпионат России по спортивной ходьбе
Чемпионат России по спортивной ходьбе 2021 года прошёл 29—30 мая в Чебоксарах. Спортсмены соревновались в хорошую солнечную погоде на трассе, проложенной на Московской набережной реки Волги. На старт в четырёх дисциплинах вышли 32 легкоатлета (16 мужчин и 16 женщин) из 12 регионов страны. Ходьба на 50 км была проведена в рамках чемпионата России в последний раз. Начиная с 2022 года, World Athletics сократила самую длинную дистанцию на главных международных стартах (Олимпийские игры и чемпионаты мира) до 35 км. Аналогичное решение для национальных чемпионатов приняла Всероссийская федерация лёгкой атлетики. При этом история 50 км у женщин оказалась чрезвычайно короткой: они успели разыграть только четыре титула чемпионки страны (с 2018 по 2021 годы). Маргарита Никифорова смогла стать сильнейшей на этой дистанции с третьей попытки, после двух серебряных медалей. На предыдущих чемпионатах она уступала Клавдии Афанасьевой и Елене Лашмановой, превышавшим время мирового рекорда.
Сергей Раков стал одним из самых молодых чемпионов России в ходьбе на 50 км. В день старта ему был 21 год 350 дней. В более юном возрасте эту дистанцию выигрывал лишь Владимир Канайкин в 2005 и 2006 годах (20 лет 83 дня и 21 год 75 дней соответственно).

### Мужчины
| Дисциплина      | Золото                           | Золото  | Серебро                   | Серебро | Бронза                             | Бронза  |
| --------------- | -------------------------------- | ------- | ------------------------- | ------- | ---------------------------------- | ------- |
| Ходьба на 20 км | Антон Курбатов Мордовия Удмуртия | 1:20.16 | Алексей Кудашкин Мордовия | 1:22.30 | Сергей Широбоков Мордовия Удмуртия | 1:24.10 |
| Ходьба на 50 км | Сергей Раков Мордовия            | 3:44.46 | Николай Максимов Мордовия | 3:50.36 | Сергей Шарыпов Мордовия Удмуртия   | 3:52.39 |

### Женщины
| Дисциплина      | Золото                                            | Золото  | Серебро                                | Серебро | Бронза                                  | Бронза  |
| --------------- | ------------------------------------------------- | ------- | -------------------------------------- | ------- | --------------------------------------- | ------- |
| Ходьба на 20 км | Рейхан Каграманова Мордовия Кемеровская область   | 1:28.13 | Марина Новикова Москва Чувашия         | 1:32.04 | Пелагея Григорьева Саха−Якутия          | 1:34.26 |
| Ходьба на 50 км | Маргарита Никифорова Мордовия Кемеровская область | 4:03.07 | Кристина Любушкина Челябинская область | 4:19.37 | Анастасия Калашникова Мордовия Удмуртия | 4:29.37 |

1. 1 2 3 4  Результат Елены Лашмановой (1:27.52, 1 место) в ходьбе на 20 км был аннулирован в связи с нарушением антидопинговых правил (по результатам анализа данных Московской антидопинговой лаборатории)[24]

## Чемпионат России по бегу на 100 км
Чемпионат России по бегу на 100 километров прошёл 5 июня 2021 года в поселении Вороновское (Москва). Трасса была проложена вокруг декоративного пруда, длина одного круга составляла 1 км. Первые часы бега прошли при тёплой (+25 градусов) и солнечной погоде, заключительная часть дистанции — без солнца. На старт вышли 23 легкоатлета из 14 регионов страны (15 мужчин и 8 женщин). Чемпионат был вновь проведён спустя 2 года (в 2020 году не состоялся из-за пандемии COVID-19).
Жаркая погода оказала существенное влияние на итоги мужского забега. Из 18 участников, вышедших на старт, до финиша добрались лишь 6. Как и на предыдущем чемпионате, вновь не справился с заданным темпом Николай Яналов: спустя 45 км лидерства он сошёл из-за болей в боку. Сменивший его во главе забега Иван Моторин также покинул трассу после 60 км. Таким образом, чемпионство, как и в 2019 году, вновь разыграли Василий Ларкин и Игорь Веретенников. Для победы Ларкину оказалось достаточно поддерживать ровный темп, поскольку заключительные 25 км дистанции его соперник стал постепенно замедляться и отставать. Итоговый отрыв победителя составил более 11 минут. Тем не менее, Веретенников в третий раз подряд поднялся на пьедестал национального чемпионата (2018 — серебро, 2019 — золото, 2021 — серебро). Василий Ларкин стал 3-кратным чемпионом России (2016, 2017, 2021).
Женщины справились с погодой намного лучше мужчин. Все 8 участниц успешно завершили дистанцию, а первые 2 из них опередили бронзового призёра мужского забега Виталия Верендякина. Долгое время фаворитом в борьбе за победу была Юлия Рыжанкова — к отметке 60 км её преимущество над ближайшей соперницей достигало 9 минут. С этого момента отрыв стал постепенно сокращаться усилиями Изабеллы Борисовой, бежавшей второй. За 10 км до финиша от него осталось всего 2 с половиной минуты, которые не стали проблемой для спортсменки из Якутии. Она успела догнать Рыжанкову и на финишном отрезке оторваться на те же самые 2 с половиной минуты. Вторую половину дистанции чемпионка пробежала за 3:43.08 — на 6 минут 32 секунды быстрее, чем первую (3:49.32). С результатом 7:32.40 Изабелла Борисова заняла 8-е место в списке сильнейших бегуний на 100 км в истории России, Юлия Рыжанкова с результатом 7:35.11 — 13-е место.

### Мужчины
| Дисциплина | Золото                            | Золото  | Серебро                            | Серебро | Бронза                      | Бронза  |
| ---------- | --------------------------------- | ------- | ---------------------------------- | ------- | --------------------------- | ------- |
| 100 км     | Василий Ларкин Смоленская область | 6:49.22 | Игорь Веретенников Санкт-Петербург | 7:00.57 | Виталий Верендякин Мордовия | 7:42.22 |

### Женщины
| Дисциплина | Золото                        | Золото  | Серебро                             | Серебро | Бронза                               | Бронза  |
| ---------- | ----------------------------- | ------- | ----------------------------------- | ------- | ------------------------------------ | ------- |
| 100 км     | Изабелла Борисова Саха−Якутия | 7:32.40 | Юлия Рыжанкова Белгородская область | 7:35.11 | Гульнара Выговская Самарская область | 7:47.56 |

## Чемпионат России по трейлу
Чемпионат России по трейлу 2021 года состоялся 28 августа в Златоусте (Челябинская область) в рамках горного марафона «Забег за облака». Участники преодолевали трассу длиной 42 км с перепадом высот 1330 м, проложенную по территории национального парка «Таганай». Для участия в чемпионате России заявились 15 бегунов (9 мужчин и 6 женщин) из 5 регионов страны. С учётом массового забега дистанцию 42 км преодолевали 60 человек. Чемпионат был вновь проведён спустя 2 года (в 2020 году не состоялся из-за пандемии COVID-19). Зульфия Гайнанова во второй раз (из двух возможных) стала чемпионкой России в трейле. Оба забега вновь, как и на предыдущем чемпионате, выиграли представители Башкортостана.

### Мужчины
| Дисциплина  | Золото                       | Золото  | Серебро                            | Серебро | Бронза                          | Бронза  |
| ----------- | ---------------------------- | ------- | ---------------------------------- | ------- | ------------------------------- | ------- |
| Трейл 42 км | Максим Тимофеев Башкортостан | 3:34.52 | Юрий Тарасов Новосибирская область | 3:45.12 | Михаил Максимов Санкт-Петербург | 3:45.59 |

### Женщины
| Дисциплина  | Золото                         | Золото  | Серебро                        | Серебро | Бронза                            | Бронза  |
| ----------- | ------------------------------ | ------- | ------------------------------ | ------- | --------------------------------- | ------- |
| Трейл 42 км | Зульфия Гайнанова Башкортостан | 4:05.32 | Рамиля Шагиева Санкт-Петербург | 4:14.16 | Лилия Салахутдинова Пермский край | 4:20.51 |

## Чемпионат России по эстафетному бегу
Чемпионат России в неолимпийских дисциплинах эстафетного бега прошёл 4—7 сентября 2021 года в Адлере на стадионе спортивного комплекса «Юность».  В соревнованиях участвовали 193 легкоатлета из 15 регионов России. После 3-летнего перерыва в программу была возвращена эстафета 4×1500 метров. Смешанная эстафета 4×400 метров была проведена впервые, а 4×200 метров вновь включена в программу спустя 17 лет.

### Мужчины
| Дисциплина                   | Золото                                                                                            | Золото   | Серебро                                                                                     | Серебро  | Бронза                                                                                          | Бронза   |
| ---------------------------- | ------------------------------------------------------------------------------------------------- | -------- | ------------------------------------------------------------------------------------------- | -------- | ----------------------------------------------------------------------------------------------- | -------- |
| Эстафета 4×200 м             | Ульяновская область · Игорь Образцов · Алексей Юфимов · Олег Никитин · Ильфат Садеев              | 1.25,57  | Краснодарский край · Данила Тен · Арсений Кипор · Александр Масютенко · Евгений Плохой      | 1.25,90  | Санкт-Петербург · Кирилл Чернухин · Михаил Филатов · Иван Шаблюев · Андрей Кухаренко            | 1.26,01  |
| Эстафета 100+200+400+800 м   | Московская область · Дмитрий Мартель · Леонид Карасёв · Константин Зуев · Константин Толоконников | 3.11,39  | Свердловская область · Алексей Лаптев · Алексей Токарев · Рудольф Верховых · Семён Ионов    | 3.11,69  | Воронежская область · Владислав Мациевич · Александр Симонов · Владислав Доронин · Ринат Шабаев | 3.12,08  |
| Эстафета 4×800 м             | Санкт-Петербург · Евгений Тетера · Алексей Саввин · Михаил Бекяшев · Никита Беликов               | 7.29,23  | Санкт-Петербург · Владислав Ткач · Александр Куверин · Григорий Корепин · Егор Лимонов      | 7.30,22  | Свердловская область · Александр Коврижных · Сергей Евдокимов · Алексей Ломакин · Семён Ионов   | 7.31,45  |
| Эстафета 4×1500 м            | Санкт-Петербург · Никита Беликов · Александр Куверин · Григорий Корепин · Егор Лимонов            | 15.44,66 | Воронежская область · Ринат Шабаев · Иван Семёнов · Владимир Гребенников · Алексей Анисимов | 16.00,92 | Башкортостан · Ильгиз Фамутдинов · Динислам Шагалин · Алексей Самиев · Эдуард Батыршин          | 16.13,88 |
| Эстафета 4×110 м с барьерами | Санкт-Петербург · Сергей Солодов · Артём Васильев · Даниил Робертов · Лев Бикбулатов              | 59,21    | Нижегородская область · Даниил Шубин · Глеб Плотников · Владислав Князев · Анатолий Киселёв | 59,28    | Кемеровская область · Андрей Хайлов · Игорь Хамедов · Константин Махнёв · Алексей Черкасов      | 59,74    |

### Женщины
| Дисциплина                   | Золото                                                                                              | Золото   | Серебро                                                                                                  | Серебро  | Бронза                                                                                            | Бронза   |
| ---------------------------- | --------------------------------------------------------------------------------------------------- | -------- | --- | -------- | ------------------------------------------------------------------------------------------------- | -------- |
| Эстафета 4×200 м             | Санкт-Петербург · Вероника Ермолаева · Елена Черняева · Анастасия Григорьева · Вера Филатова        | 1.37,06  | Иркутская область · Валентина Листкова · Кристина Вершинина · Александра Шереметьева · Екатерина Иванова | 1.38,10  | Курская область · Дарья Ворфоломеева · Кристина Манцурова · Анастасия Проскурина · Юлия Петрищева | 1.38,65  |
| Эстафета 100+200+400+800 м   | Курская область · Юлия Петрищева · Елена Морозова · Екатерина Алтухова · Екатерина Купина           | 3.35,26  | Иркутская область · Валентина Листкова · Кристина Вершинина · Екатерина Иванова · Ирина Гущенец          | 3.37,35  | Белгородская область · Алина Созоненко · Екатерина Широкова · Юлия Рощупкина · Инесса Гусарова    | 3.38,61  |
| Эстафета 4×800 м             | Иркутская область · Кристина Вершинина · Александра Шереметьева · Екатерина Иванова · Ирина Гущенец | 8.43,32  | Санкт-Петербург · Полина Соломеина · Екатерина Рудакова · Полина Горинцева · Мария Рухлядева             | 8.45,57  | Башкортостан · Анна Теплова · Светлана Андрющенко · Альбина Гадельшина · Алина Саитова            | 9.00,75  |
| Эстафета 4×1500 м            | Санкт-Петербург · Дарья Большакова · Екатерина Рудакова · Полина Горинцева · Любовь Павленко        | 18.15,83 | Башкортостан · Алина Саитова · Светлана Андрющенко · Анна Теплова · Альбина Гадельшина                   | 18.23,33 | Волгоградская область · Юлия Попова · Анастасия Герасимова · Яна Веремеева · Анжелика Заварзина   | 19.33,60 |
| Эстафета 4×100 м с барьерами | Санкт-Петербург · Екатерина Блёскина · Александра Бутвина · Владислава Карпова · Дарья Шишкина      | 58,30    | Санкт-Петербург · Дарья Меденко · Ксения Пантюхина · Екатерина Минина · Анастасия Алымова                | 1.01,83  | Воронежская область · Юлия Бабкина · Ирина Баулина · Яна Короткова · Эмилия Тангара               | 1.03,03  |

### Смешанная эстафета
| Дисциплина       | Золото                                                                                            | Золото  | Серебро                                                                               | Серебро | Бронза                                                                             | Бронза  |
| ---------------- | ------------------------------------------------------------------------------------------------- | ------- | ------------------------------------------------------------------------------------- | ------- | ---------------------------------------------------------------------------------- | ------- |
| Эстафета 4×400 м | Иркутская область · Екатерина Иванова · Денис Серазтдинов · Кристина Вершинина · Дмитрий Пасечник | 3.25,28 | Санкт-Петербург · Михаил Филатов · Любовь Семёнова · Вера Филатова · Андрей Кухаренко | 3.25,72 | Санкт-Петербург · Кирилл Колесов · Ксения Васько · Екатерина Тюрина · Иван Шаблюев | 3.26,16 |

## Чемпионат России по полумарафону
Чемпионат России по полумарафону 2021 года состоялся 5 сентября в Ярославле в рамках VIII Ярославского полумарафона «Золотое кольцо». Круговая трасса длиной 10,55 км была проложена по исторической части города. Старт и финиш забега находились в парке на Стрелке. На старт вышли 66 легкоатлетов из 30 регионов страны (34 мужчины и 32 женщины).
Соревнования проходили в холодную (+6 градусов) и ветреную погоду, которая оказалась комфортной для лидеров российского бега на длинные дистанции. Владимир Никитин и Елена Коробкина установили новые рекорды России в полумарафоне. Никитин на 26 секунд улучшил собственное достижение (1:01.09), показанное годом ранее в Москве. Коробкина пробежала за 1:08.07 и побила рекорд Любови Моргуновой (1:08.45), установленный в 2000 году.

### Мужчины
| Дисциплина  | Золото                                | Золото  | Серебро                            | Серебро | Бронза                             | Бронза  |
| ----------- | ------------------------------------- | ------- | ---------------------------------- | ------- | ---------------------------------- | ------- |
| Полумарафон | Владимир Никитин Москва Пермский край | 1:00.43 | Александр Именин Рязанская область | 1:04.49 | Иван Кузнецов Свердловская область | 1:04.55 |

1. 1 2 3  Результат Дмитрия Сойкки (1:04.42, 2 место) был аннулирован в связи с нарушением антидопинговых правил (положительная допинг-проба на мельдоний)[31]

### Женщины
| Дисциплина  | Золото                                  | Золото  | Серебро                             | Серебро | Бронза                    | Бронза  |
| ----------- | --------------------------------------- | ------- | ----------------------------------- | ------- | ------------------------- | ------- |
| Полумарафон | Елена Коробкина Москва Липецкая область | 1:08.07 | Анна Викулова Новосибирская область | 1:10.43 | Марина Смирнова Татарстан | 1:15.02 |

## Чемпионат России по кроссу
Осенний чемпионат России по кроссу прошёл в Оренбурге 9—10 октября 2021 года. В забегах приняли участие 43 спортсмена из 31 региона России (25 мужчин и 18 женщин). Людмила Лебедева в 12 раз стала призёром чемпионата России по кроссу, Наталья Колоскова завоевала свою 8 медаль кроссовых первенств. Николай Чавкин в 37 лет 168 дней стал самым возрастным победителем в истории чемпионатов России по кроссу.

### Мужчины
| Дисциплина  | Золото                | Золото | Серебро                | Серебро | Бронза                                        | Бронза |
| ----------- | --------------------- | ------ | ---------------------- | ------- | --------------------------------------------- | ------ |
| Кросс 10 км | Николай Чавкин Москва | 32.23  | Денис Чертыков Хакасия | 32.31   | Егор Николаев Московская область Башкортостан | 32.55  |

### Женщины
| Дисциплина | Золото                                                | Золото | Серебро                                  | Серебро | Бронза                           | Бронза |
| ---------- | ----------------------------------------------------- | ------ | ---------------------------------------- | ------- | -------------------------------- | ------ |
| Кросс 6 км | Инесса Гусарова Белгородская область Брянская область | 21.35  | Наталья Колоскова Москва Приморский край | 21.45   | Людмила Лебедева Москва Марий Эл | 21.57  |

## Чемпионат России по горному бегу (длинная дистанция)
XV чемпионат России по длинному горному бегу состоялся 24 октября 2021 года в Красной Поляне (Краснодарский край). На старт вышли 58 участников (38 мужчин и 20 женщин) из 19 регионов России. В 2021 году чемпионат был впервые проведён на горнолыжном курорте «Роза Хутор» (предыдущие проходили на трассе от села Эстосадок до Хмелёвских озёр). Двукратными чемпионами России на длинной дистанции стали Руслан Хорошилов и Надежда Леонтьева. Первую победу Хорошилов одержал в 2017 году, а Леонтьева — 11 лет назад в 2010 году.

### Мужчины
| Дисциплина                               | Золото                                | Золото  | Серебро                      | Серебро | Бронза                         | Бронза  |
| ---------------------------------------- | ------------------------------------- | ------- | ---------------------------- | ------- | ------------------------------ | ------- |
| 23,165 км перепад высот: +1811 м −1811 м | Руслан Хорошилов Белгородская область | 2:02.37 | Максим Тимофеев Башкортостан | 2:03.36 | Сергей Колесов Санкт-Петербург | 2:07.00 |

### Женщины
| Дисциплина                               | Золото                              | Золото  | Серебро                                   | Серебро | Бронза                            | Бронза  |
| ---------------------------------------- | ----------------------------------- | ------- | ----------------------------------------- | ------- | --------------------------------- | ------- |
| 23,165 км перепад высот: +1811 м −1811 м | Надежда Леонтьева Самарская область | 2:32.24 | Елизавета Ерохина Санкт-Петербург Карелия | 2:33.34 | Елена Кравченко Иркутская область | 2:35.53 |

## Состав сборной России для участия в XXXII летних Олимпийских играх
Отстранение российских легкоатлетов от международных соревнований, начавшееся в ноябре 2015 года в связи с допинговым скандалом, продолжалось и в 2020—2021 годах. 12 марта 2020 года Совет World Athletics утвердил условия участия российских легкоатлетов в Олимпийских играх 2020 года. Как и в 2017—2019 годах, возможность поехать в Токио имели только легкоатлеты, получившие от международной федерации в установленном порядке нейтральный статус. Дополнительно появилось ещё одно ограничение: в состав команды на Играх могли входить максимум 10 участников.
Для определения окончательного состава команды из 10 человек Всероссийская федерация лёгкой атлетики разработала собственные критерии отбора (поскольку количество потенциальных кандидатов было заметно больше 10):
1. Наличие нейтрального статуса
2. Наличие выполненного олимпийского норматива
3. Участие в чемпионате России (ином всероссийском или международном турнире с допинг-контролем)
4. Нахождение в международном регистрируемом пуле допинг-тестирования
5. Место в мировом топ-листе на 27 июня 2021 года
6. Прохождение антидопингового образовательного курса на сайте РУСАДА
7. Наличие допуска к соревнованиям по результатам углублённого медицинского обследования
8. Отсутствие открытого дела о нарушении антидопинговых правил

С учётом выполнения необходимых нормативов и требований, установленных ВФЛА и World Athletics, в состав сборной ОКР для участия в XXXII летних Олимпийских играх вошли следующие 10 спортсменов:
Мужчины
110 м с барьерами: Сергей Шубенков

Прыжок в высоту: Михаил Акименко, Илья Иванюк

Метание молота: Валерий Пронкин

Десятиборье: Илья Шкуренёв

Ходьба 20 км: Василий Мизинов
Женщины
Прыжок в высоту: Мария Ласицкене

Прыжок с шестом: Анжелика Сидорова

Прыжок в длину: Дарья Клишина

Ходьба 20 км: Эльвира Хасанова
В чемпионате России 2021 года не принимали участие 4 легкоатлета из данного списка: Василий Мизинов, Мария Ласицкене, Дарья Клишина и Эльвира Хасанова.